# جيف كوهن (لاعب كرة سلة)
جيف كوهن (6 أكتوبر 1939 في الولايات المتحدة - 23 يونيو 1978 في سويسرا) (بالإنجليزية: Jeff Cohen)‏ هو لاعب كرة سلة أمريكي في مركز هجوم قوي الجسم. لعب مع شيكاغو مايجورز ‏ وLong Beach Chiefs ‏.

## وصلات خارجية
- جيف كوهن على موقع سبورتس رفرنس (الإنجليزية)
- جيف كوهن على موقع كلية كرة السلة في سبورتس رفرنس.كوم (الإنجليزية)
- جيف كوهن على موقع ريلجم (الإنجليزية)